# Burt Reynolds
Burt Reynolds (11. února 1936, Lansing, Michigan, USA – 6. září 2018, Jupiter, Florida, USA) byl americký herec. Za svou kariéru získal celkem osmnáct nominací, včetně nominace na Oscara a třicet ocenění, včetně cen Emmy nebo Zlatého globu. Mezi jeho nejúspěšnější filmy patří film Hříšné noci (1997).
Také se proslavil rolí Chubbyho v seriálu Jmenuju se Earl.

## Dokumenty
- 2020 Já, Burt Reynolds (I Am Burt Reynolds) Kanada – dokumentární biografický film